# そしてイイ気分
『そしてイイ気分』（そしてイイきぶん）は、森山塔による日本の成人向け漫画作品。茜新社『にんじんコミックス』より単行本が出版された。

## 収録
- 転校生
- 恋のスーパーパラシューター
- 明日なき暴走
- 体育館物語
- 情熱
- さまよえる魂
- 燃えよ剣
- セムイの日
- レア・チーズケーキ

## 単行本
全1巻（B6サイズ）。
- 1994年2月発売 ISBN 4-87182-097-1